# Gran Premio motociclistico d'Olanda 1976
Il Gran Premio motociclistico d'Olanda fu il sesto appuntamento del motomondiale 1976.
Si svolse il 27 giugno 1976 sul circuito di Assen, alla presenza di 200.000 spettatori, e corsero tutte le classi.
Agevole vittoria di Barry Sheene in 500. Ritirato Giacomo Agostini (passato dall'MV Agusta a una Suzuki) all'ultimo giro per la rottura di un pistone.
"Ago" vinse in 350, dando all'MV la sua ultima vittoria nella categoria (nonché l'ultima di una moto a quattro tempi).
Walter Villa, partito male, rimontò il gruppo per fare sua la gara della 250.
Doppietta delle Morbidelli 125. Ultima apparizione iridata per l'ex bicampione del mondo della categoria Kent Andersson.
Ángel Nieto vinse facilmente la 50.
Nei sidecar la lotta per la vittoria si restrinse a Hermann Schmid e Werner Schwärzel. A vincere fu lo svizzero, che a causa del caldo (oltre 30°) ebbe un collasso cardiaco.

## Classe 500
28 piloti alla partenza, 12 al traguardo.

### Arrivati al traguardo
| Pos | Pilota           | Moto   | Tempo     | Punti |
| --- | ---------------- | ------ | --------- | ----- |
| 1   | Barry Sheene     | Suzuki | 48' 44" 9 | 15    |
| 2   | Pat Hennen       | Suzuki | +45" 6    | 12    |
| 3   | Wil Hartog       | Suzuki | +1' 05" 4 | 10    |
| 4   | Alex George      | Yamaha | +1' 13" 4 | 8     |
| 5   | Jack Findlay     | Suzuki |           | 6     |
| 6   | John Williams    | Suzuki |           | 5     |
| 7   | Bernard Fau      | Yamaha |           | 4     |
| 8   | Rob Bron         | Yamaha |           | 3     |
| 9   | Helmut Kassner   | Suzuki |           | 2     |
| 10  | Dave Potter      | Yamaha |           | 1     |
| 11  | Piet van der Wal | Yamaha |           |       |
| 12  | Hans Braumandl   | Yamaha |           |       |

## Classe 350
30 piloti alla partenza, 15 al traguardo.

### Arrivati al traguardo
| Pos | Pilota             | Moto          | Tempo     | Punti |
| --- | ------------------ | ------------- | --------- | ----- |
| 1   | Giacomo Agostini   | MV Agusta     | 49' 30" 4 | 15    |
| 2   | Patrick Pons       | Yamaha        | +24" 1    | 12    |
| 3   | Chas Mortimer      | Maxton-Yamaha | +46" 3    | 10    |
| 4   | Bruno Kneubühler   | Yamaha        | +50" 7    | 8     |
| 5   | John Dodds         | Yamaha        |           | 6     |
| 6   | Franco Uncini      | Yamaha        |           | 5     |
| 7   | Tom Herron         | Yamaha        |           | 4     |
| 8   | Johnny Cecotto     | Yamaha        |           | 3     |
| 9   | Dieter Braun       | Morbidelli    |           | 2     |
| 10  | Philippe Bouzanne  | Yamaha        |           | 1     |
| 11  | Olivier Chevallier | Yamaha        |           |       |
| 12  | Philippe Coulon    | Yamaha        |           |       |
| 13  | Alex George        | Yamaha        |           |       |
| 14  | Piet van der Wal   | Yamaha        |           |       |
| 15  | Bert Struyk        | Yamaha        |           |       |

## Classe 250
30 piloti alla partenza, 18 al traguardo.

### Arrivati al traguardo
| Pos | Pilota             | Moto            | Tempo     | Punti |
| --- | ------------------ | --------------- | --------- | ----- |
| 1   | Walter Villa       | Harley-Davidson | 47' 31" 4 | 15    |
| 2   | Takazumi Katayama  | Yamaha          | +16" 2    | 12    |
| 3   | John Dodds         | Yamaha          | +37" 8    | 10    |
| 4   | Gianfranco Bonera  | Harley-Davidson | +44" 2    | 8     |
| 5   | Víctor Palomo      | Yamaha          |           | 6     |
| 6   | Patrick Fernandez  | Yamaha          |           | 5     |
| 7   | Tom Herron         | Yamaha          |           | 4     |
| 8   | Bruno Kneubühler   | Yamaha          |           | 3     |
| 9   | Dieter Braun       | Yamaha          |           | 2     |
| 10  | Franco Uncini      | Yamaha          |           | 1     |
| 11  | Bernard Fau        | Yamaha          |           |       |
| 12  | Jon Ekerold        | Yamaha          |           |       |
| 13  | Pekka Nurmi        | Yamaha          |           |       |
| 14  | Marcel Ankoné      | Yamaha          |           |       |
| 15  | Olivier Chevallier | Yamaha          |           |       |
| 16  | Henk van Kessel    | Yamaha          |           |       |
| 17  | Rolf Minhoff       | Yamaha          |           |       |
| 18  | Matti Rainup       | MZ              |           |       |

## Classe 125
30 piloti alla partenza, 16 al traguardo.

### Arrivati al traguardo
| Pos | Pilota                 | Moto       | Tempo     | Punti |
| --- | ---------------------- | ---------- | --------- | ----- |
| 1   | Pier Paolo Bianchi     | Morbidelli | 46' 38"   | 15    |
| 2   | Paolo Pileri           | Morbidelli | +47" 2    | 12    |
| 3   | Ángel Nieto            | Bultaco    | +1' 01" 3 | 10    |
| 4   | Jean-Louis Guignabodet | Morbidelli |           | 8     |
| 5   | Stefan Dörflinger      | Morbidelli |           | 6     |
| 6   | Anton Mang             | Morbidelli |           | 5     |
| 7   | Cees van Dongen        | Morbidelli |           | 4     |
| 8   | Eugenio Lazzarini      | Morbidelli |           | 3     |
| 9   | Xaver Tschannen        | Maico      |           | 2     |
| 10  | Pierre-Jean Cecchini   | Maico      |           | 1     |
| 11  | Hans Müller            | Yamaha     |           |       |
| 12  | Piet van Niel          | Yamaha     |           |       |
| 13  | Pentti Salonen         | Yamaha     |           |       |
| 14  | Hans Hallberg          | Yamaha     |           |       |
| 15  | Bert Klaassens         | Yamaha     |           |       |
| 16  | Juliaan Vanzeebroeck   | Morbidelli |           |       |

## Classe 50
30 piloti alla partenza, 22 al traguardo.

### Arrivati al traguardo
| Pos | Pilota               | Moto           | Tempo     | Punti |
| --- | -------------------- | -------------- | --------- | ----- |
| 1   | Ángel Nieto          | Bultaco        | 33' 10" 4 | 15    |
| 2   | Ulrich Graf          | Kreidler       | +18" 4    | 12    |
| 3   | Herbert Rittberger   | Kreidler       | +21" 3    | 10    |
| 4   | Eugenio Lazzarini    | UFO-Morbidelli |           | 8     |
| 5   | Theo van Geffen      | Kreidler       |           | 6     |
| 6   | Rudolf Kunz          | Kreidler       |           | 5     |
| 7   | Gerrit Strikker      | Kreidler       |           | 4     |
| 8   | Engelbert Kip        | Kreidler       |           | 3     |
| 9   | Günter Schirnhofer   | Kreidler       |           | 2     |
| 10  | Aldo Pero            | Kreidler       |           | 1     |
| 11  | Theo Timmer          | Kreidler       |           |       |
| 12  | Ton Kooyman          | Hemeyla        |           |       |
| 13  | Ingo Emmerich        | Kreidler       |           |       |
| 14  | Stefan Dörflinger    | Kreidler       |           |       |
| 15  | Juliaan Vanzeebroeck | Kreidler       |           |       |
| 16  | Joaquín Galí         | Derbi          |           |       |
| 17  | Peter Looijesteijn   | Kreidler       |           |       |
| 18  | Yves Le Tourmelin    | Scrab-Tyl      |           |       |
| 19  | Ramón Galí           | Derbi          |           |       |
| 20  | Guido de Lys         | Kreidler       |           |       |
| 21  | Wim van Beek         | DRM            |           |       |
| 22  | Terence Keane        | Kreidler       |           |       |

## Classe sidecar
Per le motocarrozzette si trattò della 166ª gara effettuata dall'istituzione della classe nel 1949; si sviluppò su 14 giri, per una percorrenza di 108,060 km.
Pole position di Rolf Biland/Williams (Seymaz-Yamaha) in 3' 15" 9; giro più veloce di Werner Schwärzel/Andreas Huber (König) in 3' 15" 7 a 141,251 km/h.
18 equipaggi alla partenza, 11 al traguardo.

### Arrivati al traguardo
| Pos | Pilota            | Passeggero                | Moto          | Tempo     | Punti |
| --- | ----------------- | ------------------------- | ------------- | --------- | ----- |
| 1   | Hermann Schmid    | Martial Jean-Petit-Matile | Schmid-Yamaha | 48' 35" 8 | 15    |
| 2   | Martin Kooij      | Rob Vader                 | Kova-König    | +2" 1     | 12    |
| 3   | Gustav Pape       | Franz Kallenberg          | König         | +36" 7    | 10    |
| 4   | Werner Schwärzel  | Andreas Huber             | König         |           | 8     |
| 5   | Helmut Schilling  | Rainer Gundel             | Schmid-Fath   |           | 6     |
| 6   | Otto Haller       | Erich Haselbeck           | Krauser-BMW   |           | 5     |
| 7   | Dick Greasley     | Cliff Holland             | Windle-Yamaha |           | 4     |
| 8   | Rolf Steinhausen  | Josef Huber               | Busch-König   |           | 3     |
| 9   | Jaap Geerts       | Jan van Veen              | König         |           | 2     |
| 10  | Siegfried Schauzu | Wolfgang Kalauch          | Schmid-Fath   |           | 1     |
| 11  | Amedeo Zini       | Andrea Fornaro            | König         |           |       |